# Зенитная прожекторная дивизия

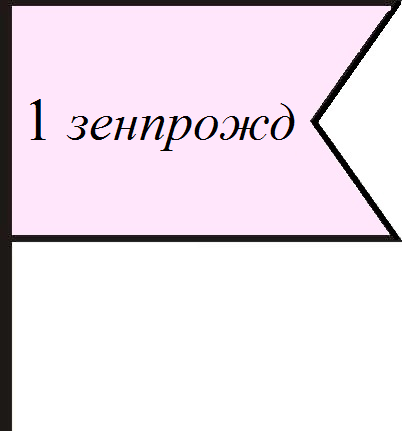
Знак зенитной прожекторной дивизии ПВО на оперативно-тактическую карту

Зенитная прожекторная дивизия ПВО (зенпрожд ПВО) — тактическое формирование (соединение, дивизия) прожекторных войск из состава войск противовоздушной обороны (ВПВО), состоящее из управления (штаба), частей и подразделений вооружённых сил государства.

## Назначение дивизии

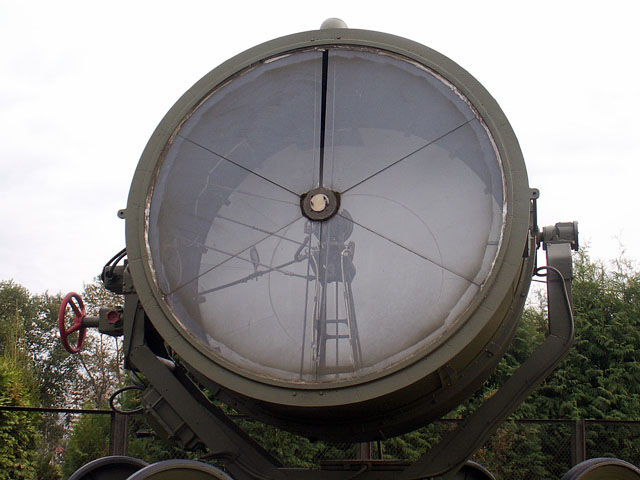
Зенитный прожектор

Зенитная прожекторная дивизия ПВО предназначена для борьбы с воздушным противником методом создания световых прожекторных полей и решения боевых задач во взаимодействии с соединениями других родов Войск ПВО.

## Состав дивизии
Зенитная прожекторная дивизия ПВО имела в своем составе:
- управление;
- 4 зенитных прожекторных полков;
- части и подразделения обеспечения и обслуживания.

## Выполнение задач
Свои задачи Зенитная прожекторная дивизия ПВО выполняла в назначенном районе боевых действий системы ПВО Москвы.

## История

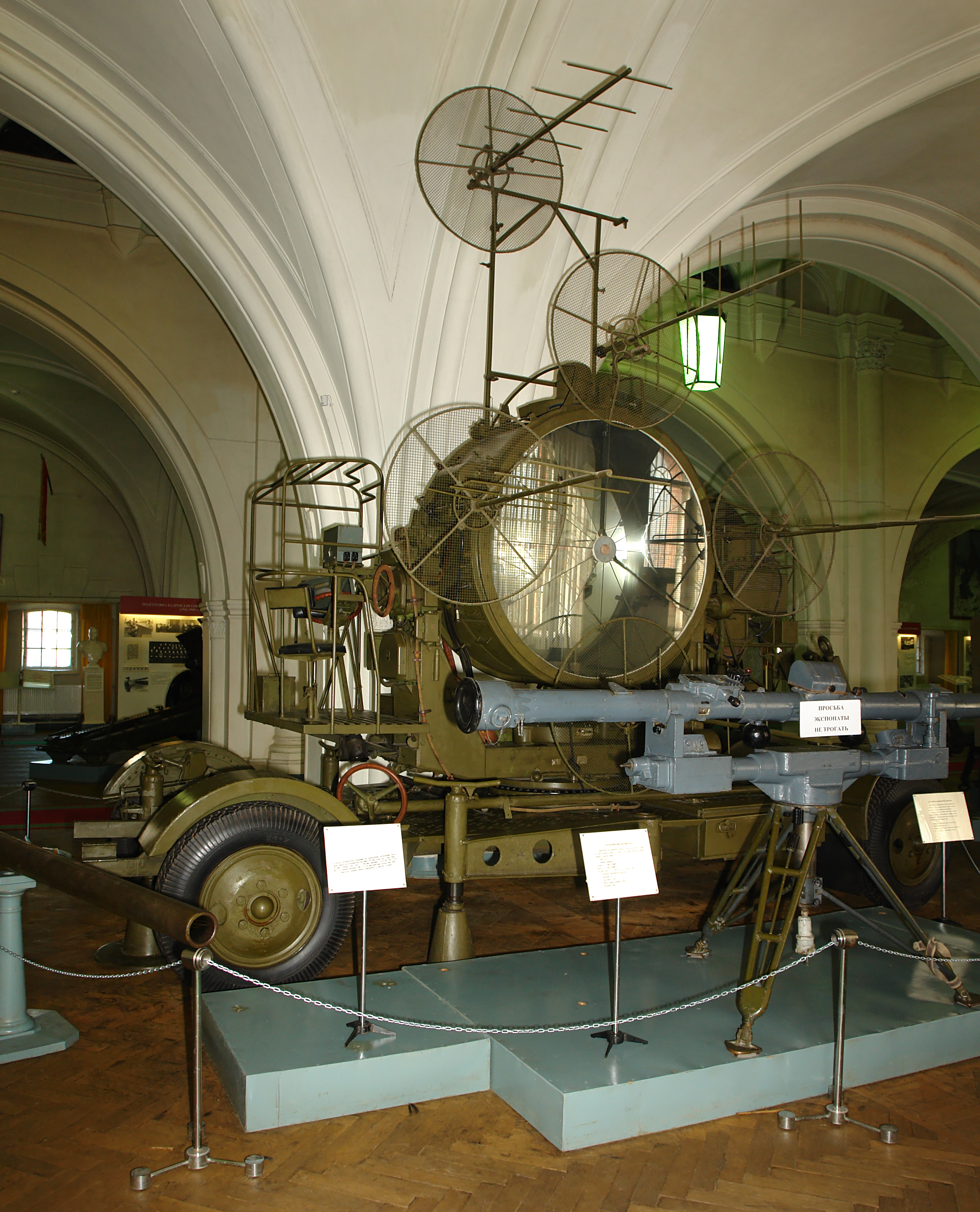
150 см Зенитная радиопрожекторная станция РП-15-1

Зенитные прожекторные дивизия ПВО стали формироваться в 1943 г. на основании Приказа НКО СССР в системе ПВО Москвы для обеспечения ночных действий истребительной авиации ПВО и зенитной артиллерии методом создания световых прожекторных полей. Всего было сформировано четыре дивизии:
- 1-я зенитная прожекторная дивизия ПВО на базе 1-го зенитного прожекторного полка;
- 2-я зенитная прожекторная дивизия ПВО на базе 14-го зенитного прожекторного полка;
- 3-я зенитная прожекторная дивизия ПВО на базе 30-го зенитного прожекторного полка;
- 4-я зенитная прожекторная дивизия ПВО на базе 31-го зенитного прожекторного полка,

которые вошли в состав Московского фронта ПВО, а в последующем в состав Особой Московской армии ПВО.
В состав каждой дивизии входило 4 зенитных прожекторных полка, а на их вооружении имелось 96 станций-искателей типа «Прожзвук» и прожекторов-сопроводителей. С конца 1943 г. вместо станций-искателей типа «Прожзвук» на вооружение дивизии стали поступать радиолокационные прожекторные станции-искатели типа РАП-150.
Прожекторные станции-искатели типа РАП-150 предназначены для обнаружения воздушных целей и определения наклонной дальности до них, точного наведения прожектора по азимуту и углу места на обнаруженную цель, для её освещения лучом прожектора ночью. Дальность обнаружения воздушных целей составляла не менее 28—30 км. Дальность пеленга — не менее 25 км. Минимальная дальность обнаружения и пеленга воздушных целей — 1 км.

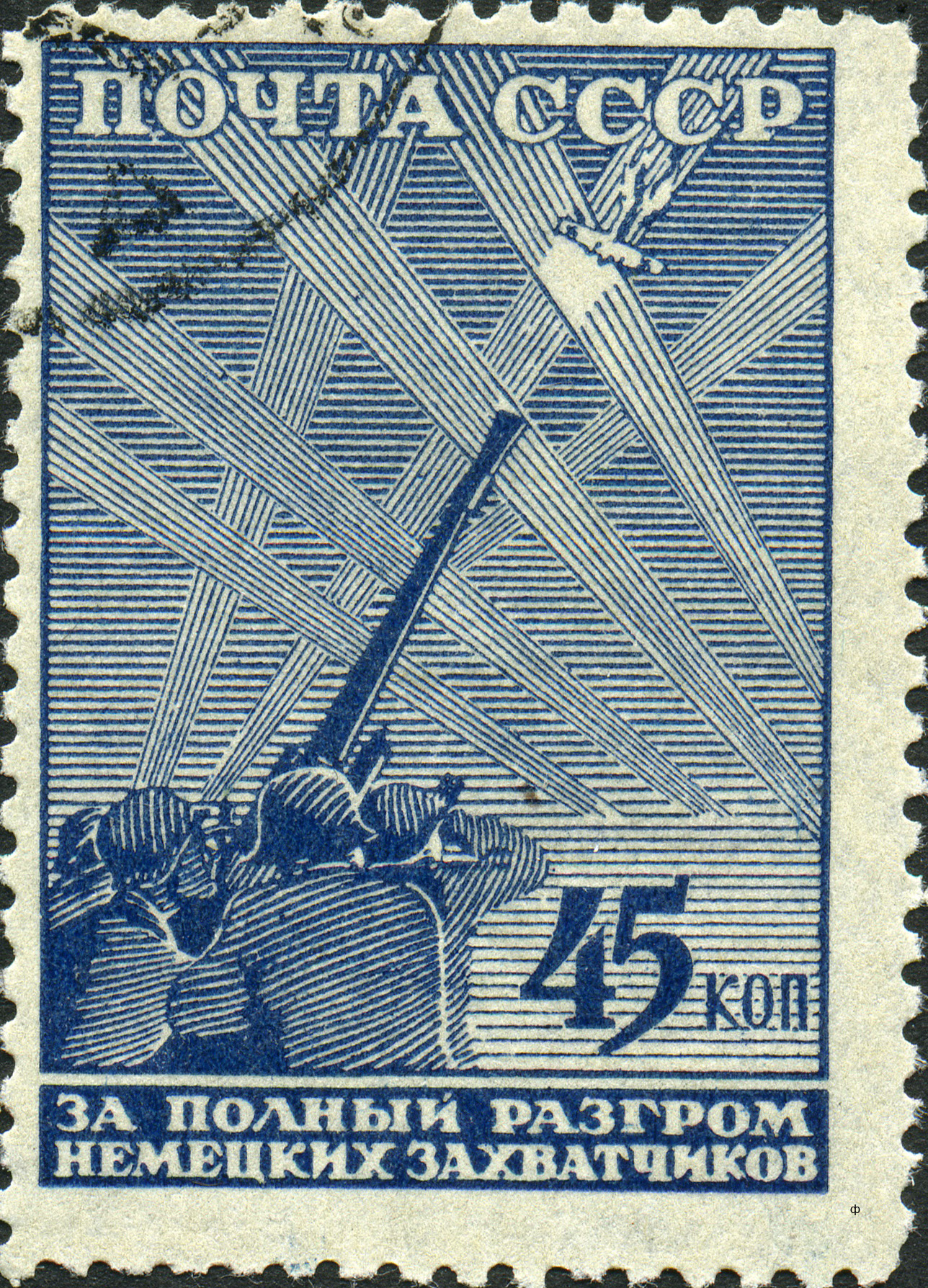
Прожекторное поле на почтовой марке

С 1 октября 1944 года 4-я зенитная прожекторная дивизия ПВО выполняла боевые задачи в составе 2-го корпуса ПВО Северного фронта ПВО, с 1 января 1945 года — в составе 2-го корпуса ПВО Западного фронта ПВО.
В составе действующей армии дивизии находились с 15 июня 1943 года по 1 октября 1943 года, а 4-я зенитная прожекторная дивизия ПВО ещё и с 1 октября 1944 года по 31 декабря 1944 года.
4-я зенитная прожекторная дивизия ПВО с апреля 1949 года входила в состав 25-й воздушной истребительной армии ПВО, а с 1952 года на основании приказа Военного министра была передана в состав наземных войск Ленинградского района ПВО.